# Chiesa di San Lorenzo (Bregaglia)
La chiesa riformata di San Lorenzo è un edificio religioso barocco  con finestre romaniche che si trova a Bregaglia, in frazione Soglio.
Risale a un periodo precedente al 1354, quando fu citata per la prima volta. La struttura, dotata di volta a crociera, subì tuttavia diverse modifiche nel tempo: il coro poligonale fu realizzato nel 1506, il portale sulla facciata a lesene ha un'incorniciatura del 1735 e gli arredi risalgono alla seconda metà del XVIII secolo e sono opera di Pietro Solari. Da segnalare il campanile con un coronamento ottagonale; gli stucchi rococò come il pulpito, sul quale vi è un baldacchino; il lampadario in vetro di Murano; l'Occhio di Dio Padre sull'arco e diversi stemmi marmorei alle pareti, risalenti al XVI e XVII secolo. Armando Ruinelli ha restaurato la struttura nel 2015.